# Arcjet rocket
O Arcjet rocket é uma forma simples, e confiável de propulsão eletrotérmica utilizado de forma a fornecer curtos impulsos de baixo poder, que é a principal necessidade um satélite artificial.
Um combustível não inflamável é aquecido e muda do estado líquido para o estado gasoso, através de uma faísca elétrica em uma câmara. Este passa pela garganta do bocal e é acelerado e expelido em velocidade relativamente alta para uma maior propulsão.
Os Arcjets podem utilizar a potência elétrica de painéis solares ou de baterias, e também, de uma variedade de propelentes. A hidrazina é o propelente mais popular, porque pode também ser usado em um motor químico na mesma nave espacial de modo a fornecer a potencialidade da pressão de elevação ou agir como um apoio ao arcjet.